# Парк відпочинку (Берегове)
Парк відпочинку — парк-пам'ятка садово-паркового мистецтва місцевого значення. Об'єкт розташований на території Берегівського району Закарпатської області, м. Берегове.
Площа — 4 га, статус отриманий у 1969 році.
Охороняється парк, де у природному стані збережені вікові насадження різних видів дерев і кущів. Використовується з рекреаційно-оздоровчою метою цілей. З визначних дерев у парку зростають платан західний, віком понад 500 років, та дуб бургундський, віком близько 600 років.

## Історія
У першій половині ХІХ ст на північно-східній околиці міста був закладений великий парк на основі природного широколистяного лісу. На початку ХХ ст з розвитком промисловості, сільського господарства та збільшенням міста площа парку значно скоротилась і він був розділений на кілька частин, одна з яких збереглась на території сучасного парку. З тих часів у сучасному парку збереглись кілька старих лерев тополі чорної, ясена звичайного, липи широколистої та явора. 
У кінці ХІХ ст. у парку почали висаджувати перші інтродуковані види дерев: платан кленолистий і гіркокаштан звичайний. На початку XX ст збільшилась різноманітність екзотичних дерев та кущів, з'явились клен американський, сумах пухнастий, псевдотсуга Мензіса, біота східна, тюльпанне дерево звичайне, верба вавілонська, самшит вічнозелений та інші. Колекція також доповнювалась декоративними видами: кипарисовик горохоплідний, ялівець віргінський, верба Матсуди покрученої форми. У 1920—1930 роках у парку також висаджували айлант найвищий, катальпу бігнонієвидну, липу сріблясту, магнолію Суланжа та інші види і форми дерев, кущів. 